# مات كروفورد
مات كروفورد (20 أغسطس 1980 بدرم في الولايات المتحدة - ) (بالإنجليزية: Matt Crawford)‏ هو لاعب كرة قدم أمريكي في مركز الوسط. لعب مع كولورادو رابيدز.

## وصلات خارجية
- مات كروفورد على موقع الدوري الأمريكي (الإنجليزية)
- مات كروفورد على موقع قاعدة بيانات كرة القدم.إي يو (الإنجليزية)